# Finger protocol
A finger parancs egy számítógépes rendszerben a felhasználói információk megjelenítésére szolgál.

## Használata
finger felhasználó ...
finger felhasználó@gép ...

## Opciók
- -s

A finger megmutatja a felhasználó belépési nevét, valódi nevét, terminálját és hogy az írható-e (a terminál neve mögött ``* jelenik meg, ha nem írható), mióta nem csinált semmit, mikor lépett be, valamint irodájának helyét és telefonszámát.
A belépés idejét hónap, nap, óra, perc formában adja meg, kivéve ha hat hónapnál régebben lépett be; ez esetben az óra és a perc helyett az évet jelzi ki.
Az ismeretlen eszközök és a nemlétező belépési valamint nyugalmi időt csillaggal jelzi.
- -l

Többsoros megjelenítés, amely magában foglalja az -s kapcsoló által mutatott adatokat, valamint a felhasználó home mappáját, otthoni telefonszámát, belépési shelljét, leveleinek állapotát és a home mappájában található .plan, .project valamint .forward nevű fájlok tartalmát.
A telefonszámok tizenegy jegyből állnak, és ``+N-NNN-NNN-NNNN formában ábrázolja őket. A tíz- vagy hétjegyű számokat a megfelelő helyekre beírva ábrázolja. Az ötjegyű számok ``xN-NNNN formában, a négyjegyűek ``xNNNN formában jelennek meg.
Ha az eszköz írása le van tiltva, ezt az eszköz nevét tartalmazó sorhoz illesztett ``(messages off) szöveg jelzi. Felhasználónként egy bejegyzést mutat, ha a -l kapcsolóval hívod meg a programot; ha egy felhasználó többszörösen lépett be, minden belépéshez tartozó terminál adatait kijelzi.
A levelei állapotát a következőképpen jelzi: ``No Mail., hogyha egyáltalán nincs levele, ``Mail last read NNN HHH ## ÓÓ:PP ÉÉÉÉ (IZ), ha vannak levelei, de a legutóbbi új levele érkezte óta olvasta őket, illetve ``New mail received ..., `` Unread since ... hogyha új levelük van,
- -p

megakadályozza, hogy az -l kapcsoló hatására a finger a felhasználó .plan és .project file-jainak tartalmát is megmutassa.
- -m

A felhasználó névre nem próbál rákeresni. A felhasználó legtöbbször az illető belépési neve, azonban ha nem az -m kapcsolóval hívod meg, a finger megpróbálja a felhasználók valódi nevében is megkeresni az általad megadott nevet.
- -7

Az alapértelmezett 8 helyett a 7 bites karakterekre szorítkozik.
Ha egy kapcsolót sem adtál meg, de szerepel a parancssorban felhasználói név a finger az -l stílusú megjelenést mutatja, különben az -s stílusút. Fontos megemlíteni, hogy mindkét formátum esetén előfordulhat, hogy az információ nem elérhető.
Ha nem adsz meg egyetlen paramétert sem, a finger minden belépett felhasználó adatait megjeleníti.
A finger távoli felhasználók vizsgálatára is használható. Ilyenkor a parancs kiadható felhasználónév@gép , vagy @gép formában. Az első fajta használat esetén az eredmény megegyezik az -l kapcsoló használatával, a második pedig az -s kapcsolóéval. Csak az -l kapcsoló használható távoli gép lekérdezésekor.